# Christer Strömholm

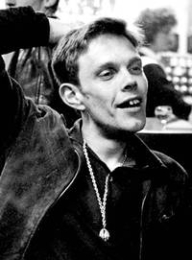
Paul Andersson v Paříži (1930–1976)

Christer Strömholm (22. července 1918 – 11. ledna 2002), známý také pod pseudonymem Christer Christian, byl švédský fotograf a pedagog. Je známý svými intimními černobílými pouliční fotografiemi, zejména portréty transgender žen v Paříži. Strömholm obdržel v roce 1997 cenu Hasselblad Award.

## Životopis
Strömholm se narodil ve švédském Vaxholmu, Lizzie Strömholmové a Fredriku Strömholmovi, armádnímu důstojníkovi. Jeho dětství bylo poznamenáno rodinnou nestabilitou. Rodina se často stěhovala a v roce 1924 se jeho rodiče rozvedli, ale krátce nato se znovu oženili. V roce 1934 spáchal Strömholmův otec sebevraždu.
Počínaje rokem 1933 byl Strömholm aktivní v nacistickém hnutí Nordic Youth, po vzoru Hitlerovy mládeže. Během této doby vedl jednu z jejích buněk a v roce 1936 vztyčil na Lidovém domě ve Stockholmu vlajku s hákovým křížem. V průběhu jeho mladé dospělosti se však jeho politický pohled změnil; ve svých jednadvaceti letech vstoupil do švédského dobrovolnického sboru a později ve válce podporoval norské hnutí odporu.
V roce 1937 odcestoval Strömholm do Drážďan studovat umění u německého malíře Woldemara Winklera. Dostal se však do konfliktu s Paulem Kleem a dalšími umělci Bauhausu a jeho pobyt v Drážďanech byl krátký.
Strömholm byl členem skupiny fotografů Fotoform Otto Steinerta pro subjektivní fotografii.  Spoluzaložil Fotoskolan akademii ve Stockholmu v roce 1962 a byl jejím ředitelem. Mezi absolventy školy patří produkční designérka Anna Asp, režisér a kameraman Bille August a fotografové Anders Petersen, Björn Dawidsson (Dawid) a Gunnar Smoliansky. Je známý svými vyobrazeními transsexuálních žen v oblasti Place Blanche v Paříži 50.-60. let 20. století, vydanými jako Les amies de Place Blanche. Kritik Sean O'Hagan, píšící do The Guardian, řekl, že „je známý jako otec švédské fotografie jak pro svůj trvalý vliv, tak pro svou roli učitele“. 
V roce 1998 Strömholm obdržel cenu Hasselblad Award 1997. Citace ceny ho popsala jako „jednoho z předních skandinávských fotografů a [...] prvního poválečného fotografa, který získal mezinárodní renomé“. 

## Knihy
- Poste Restante. PA Norstedt & Söners Förlag, 1967. S přepisem rozhovoru se Strömholmem "Před fotografiemi." Švédské vydání.
  - Stockholm: Umění a teorie, 2016. ISBN 9789188031365. S přepisem rozhovoru se Strömholmem "Před fotografiemi." Vydání v anglickém jazyce.
- Les Amies de Place Blanche. ETC Švédsko, 1983
- Kloka ord (Moudrá slova). Legus, 1997. ISBN 978-9-188192-42-4. Sbírka aforismů a pracovních poznámek.
- Otisky. Hasselblad Center, 1998. ISBN 9163064839
- Nueve Segundos De Mi Vida. Mexiko: Conaculta / Centro de la Imagen, 1999. ISBN 978-9701829301
- Na Verra Bien. Bildverksamheten Strömholm & Färgfabriken, 2002. ISBN 91-973787-6-3
- Christer Strömholm. Foto Poche. Arles, Francie: Actes Sud, 2006. ISBN 978-2-742760-26-8
- Poste Restante. Göttingen, Německo: Steidl, 2011. ISBN 978-3-865212-20-7
- Les Amies de Place Blanche. Stockport, Cheshire: Dewi Lewis, 2012. ISBN 978-1-907893-15-5; a Villejuif, Francie: Aman Iman, 2013. ISBN 2953391053. Reeditováno z původního vydání.
- Post Scriptum Christer Strömholm. Stockholm: Max Strom, 2013. ISBN 978-9-171262-49-3

## Ocenění
- 1998: 1997 Hasselblad Award.[1]

## Výstavy
- Les Amies de Place Blanche, Mezinárodní centrum fotografie, New York, 2012.[9]